# V603 Aquilae
Nova V603 Aquilae sau Nova Aquilae 1818 a apărut în constelația Aquila în 1918 și a strălucit cu magnitudine -1.4. a fost cea mai strălucitoare nova.

## Coordonate delimitative
Ascensie dreaptă: 18h 48m 54.6s
Declinație: +00° 35’ 03"